# Berufsbildungszentrum Schaffhausen
Das Berufsbildungszentrum Schaffhausen (BBZ) in Schaffhausen umfasst eine Berufsfachschule, eine Berufsmaturitätsschule, eine Höhere Fachschule sowie Angebote der Berufsvorbereitung und Integration.

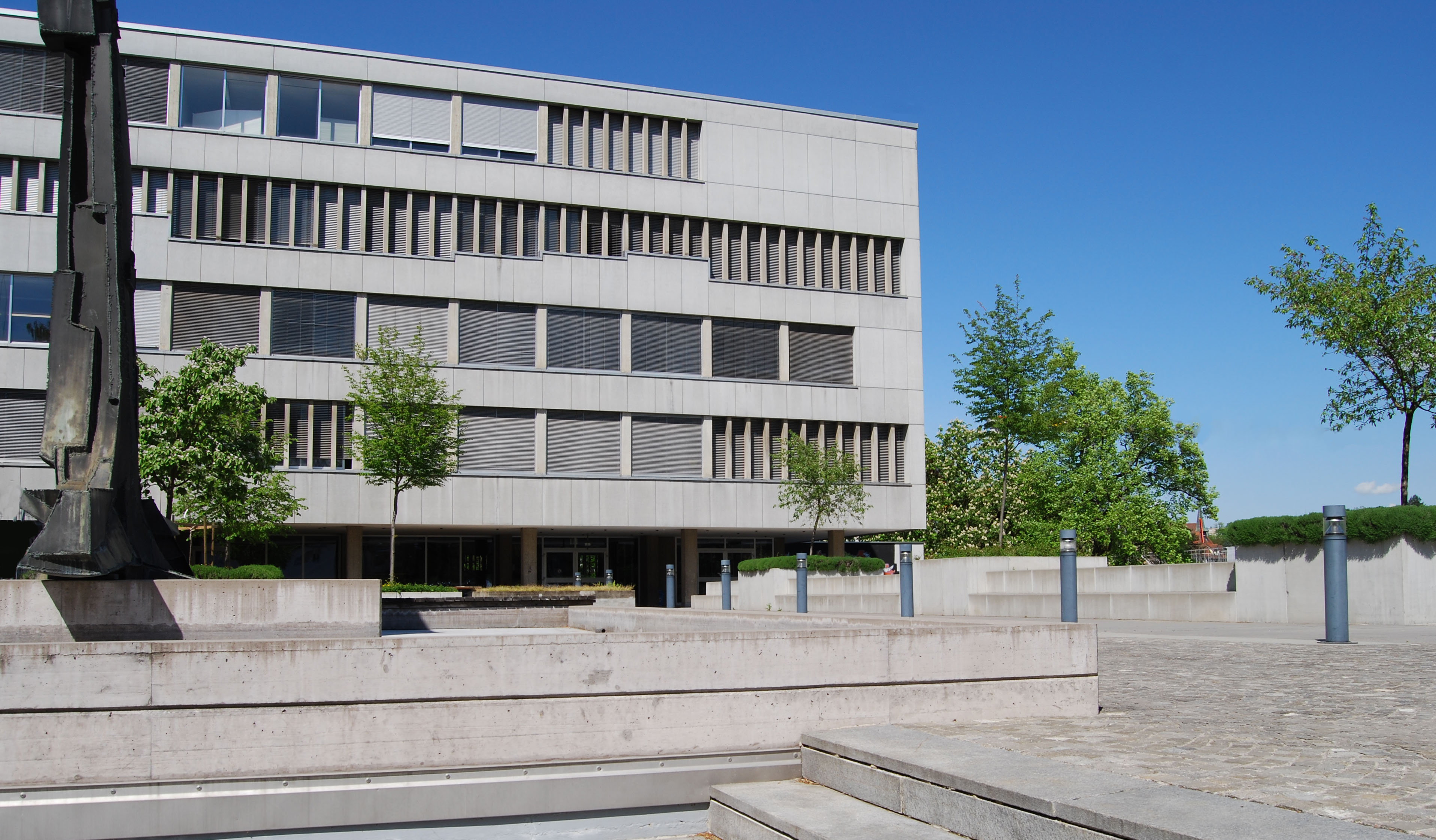
Das Hauptgebäude vom BBZ Schaffhausen – Hintersteig 12

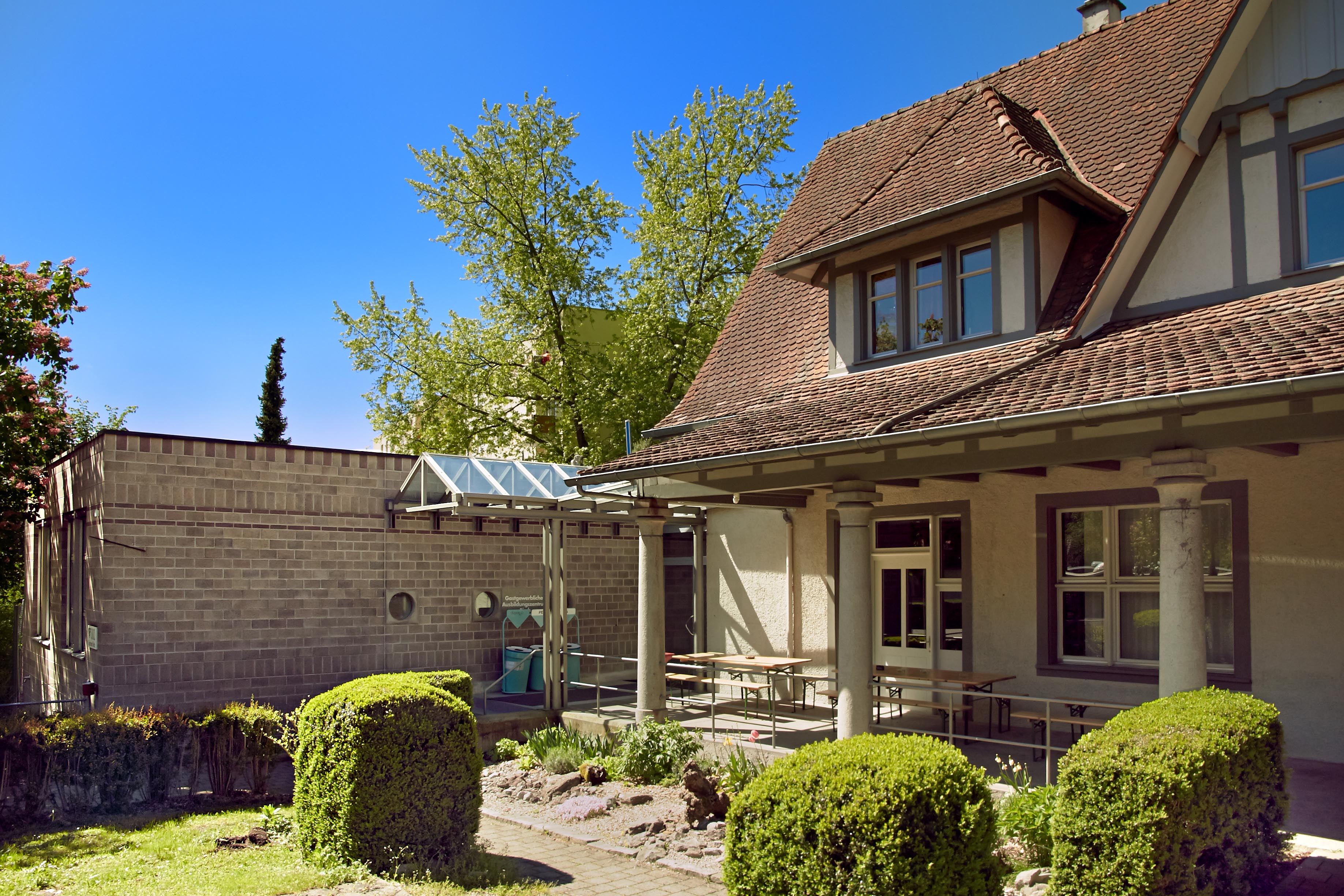
Das Gebäude in Birch

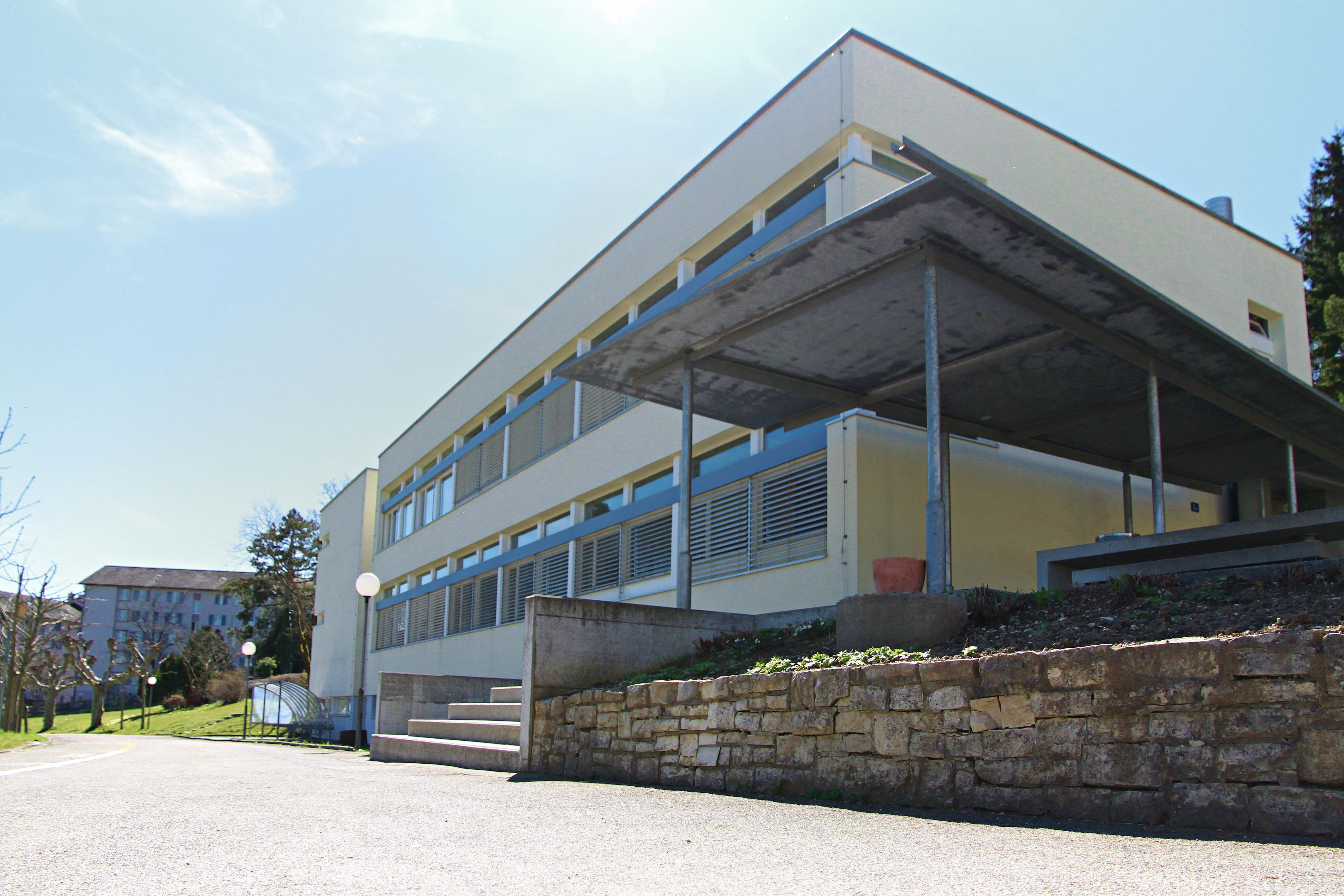
Das Hauptgebäude in Charlottenfels

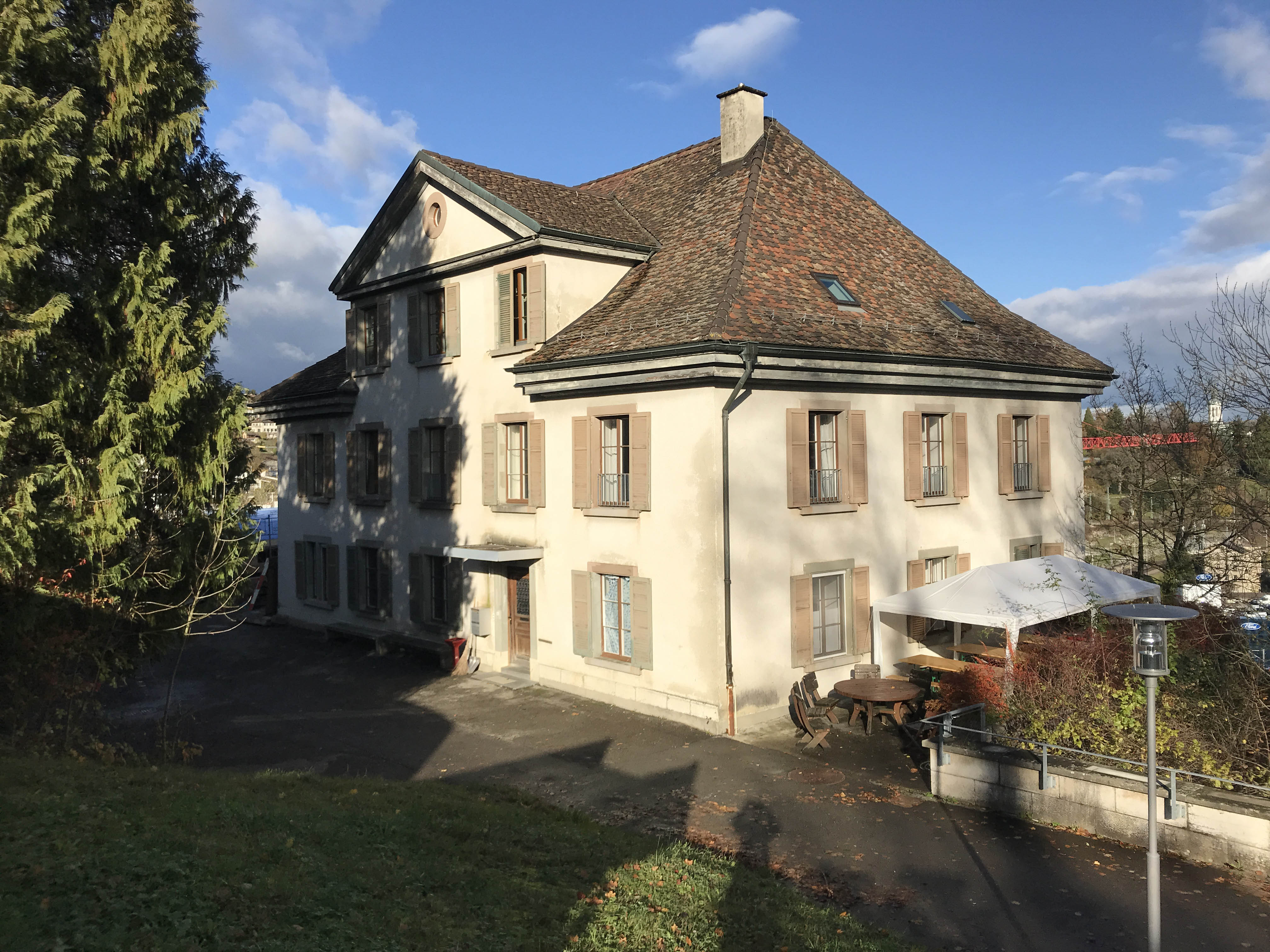
Das Gebäude Löwenstein in Charlottenfels

Das Berufsbildungszentrum Schaffhausen wurde im Jahr 1964 gegründet. Die Schule zählt im Jahr 2022 gut 1800 Schülerinnen und Schüler, welche von rund 150 Lehrpersonen unterrichtet werden.

## Standort
Das BBZ Schaffhausen besitzt drei Standorte:
- BBZ Hauptgebäude, Hintersteig 12 in Schaffhausen. Der Standort befindet sich direkt hinter dem Bahnhof Schaffhausen.
- BBZ Charlottenfels, Charlottenfels 2a in Neuhausen am Rheinfall. Auf demselben Areal befindet sich das Moser Familienmuseum Charlottenfels. Die nächste vbsh-Haltestelle ist die Station Scheidegg der Buslinie 1 Richtung Neuhausen-Herbstäcker.
- BBZ Birch, Birchweg in Schaffhausen. Die nächste vbsh-Haltestelle zum Standort Birch ist die Station Birch der Buslinie 4 Richtung Birch.[1]

Die beiden Standorte BBZ Charlottenfels und BBZ Hauptgebäude besitzen jeweils eine eigene Mensa.

## Geschichte
1875 wurde die damalige Zeichenschule von der Stadt Schaffhausen übernommen. Durch die Ergänzung von verschiedenen Fächern wurde aus der Zeichenschule eine Gewerbeschule. Die Anzahl freiwilliger Schüler betrug 62, die jeweils den Unterricht von 19 bis 21 Uhr sowie Sonntagmorgens besuchten.
Rolf Bächtold und Arthur Baumgartner erhielten 1958 infolge eines Planungswettbewerbs die Zustimmung zur Planung des neuen Gewerbeschulhauses, 1961 begannen die Bauarbeiten.
Im Jahr 1964 wurde das Schulhaus bezogen. Im Herbst 1971 wurde die kantonale Technikerschule (heute Höhere Fachschule Schaffhausen) in die Gewerbeschule integriert mit den Abteilungen Maschinenbau und Elektrotechnik.
Ab Sommer 1972 konnte zum ersten Mal die BMS (Berufsmittelschule) mit technischer Richtung eine Klasse ausbilden, wonach die technische BMS eingeführt wurde. Seit März 1975 dürfen Schüler kantonseigene Abschlussprüfungen der Schule schreiben, ohne auf die Nachbarkantone zugehen zu müssen. Im Jahr 1987 wurde das Schulgebäude zum Gewerblich-Industriellen Berufsbildungszentrum (GIBZ) ausgebaut. Seit 1997 wird zusätzlich zu dem lehrbegleitenden Unterricht auch die Berufsmatura in Teil- und Vollzeit angeboten.
Seit 1991 besteht die Möglichkeit für ausländische Jugendliche, Sprachkurse zu besuchen. Am 1. August 1993 wurde die landwirtschaftliche Schule Charlottenfels in die Gewerblich-Industrielle Berufsschule integriert. Während der Überarbeitung der Schulordnung im Jahr 1994 wurde auch das Logo und der Name des Schulhauses geändert. Neu heisst die Schule: Berufsbildungszentrum Schaffhausen. Als zweite Schule der Schweiz erreichte das BBZ 1999 die ISO-Norm 9001. Am 10. Juni 2001 stimmte das Schaffhauser-Volk dem Kredit von 10,3 Mio. Franken zu. Damit wurde das heutige „Ligno Color“ gebaut. Der Neubau konnte ab dem Schuljahr 2003/2004 genutzt werden. Heute wird dieser Bereich für die Bauberufe verwendet. Am 22./23. Oktober 2004 wurden die neuen Räumlichkeiten eingeweiht und der Öffentlichkeit präsentiert. Am 1. Januar 2006 wurden die Pflegeberufe ins BBZ hinzugefügt. Seit 2006 gibt es die Höhere Fachschule für Pflege im BBZ Schaffhausen. Auf den Schulbeginn im Jahr 2008/09 wurden alle BVJ (Berufsvorbereitungsjahre) die in den Sekundarstufe 1 waren im BBZ zusammengefasst.
Seit dem 1. August 2021 ist das Berufsbildungszentrum in folgende Abteilungen unterteilt:
1. Berufsvorbereitung + Integration
2. Industrie, Bau + Gewerbe (inkl. Höhere Fachschule Technik)
3. Gesundheit + Soziales (inkl. Höhere Fachschule Pflege)
4. Berufsmatura

## Bildungsangebot

### Höhere Fachschule
Die Höhere Fachschule Technik (HFT) des Kantons Schaffhausen führt die Studiengänge Elektrotechnik, Maschinenbau und Systemtechnik / Automation. Seit über 40 Jahren – damals wurde sie unter dem Namen Technikerschule Schaffhausen gegründet – arbeitet sie eng mit der Industrie zusammen und ist in der Region gut verankert.
Das Studium zur diplomierten Pflegefachfrau HF, zum diplomierten Pflegefachmann HF wird seit 2007 an der Höheren Fachschule Pflege (HFP) des Kantons Schaffhausen angeboten.

### Berufsmaturitätsschule
Die Berufsmaturität (BM) ist zusammen mit einem eidgenössischen Fähigkeitsausweis eine attraktive Alternative zur gymnasialen Ausbildung. Die Berufsmaturität kann lehrbegleitend (BM 1) oder nach abgeschlossener Berufslehre (BM 2) erworben werden. Am BBZ Schaffhausen wird die Berufsmaturität mit Ausrichtung Technik, Architektur und Life Sciences und mit Ausrichtung Gesundheit und Soziales angeboten.

### Berufsvorbereitungsjahr (BVJ)
Das BVJ ist ein Brückenjahr und bietet als 10. Schuljahr die Verbindung zwischen der obligatorischen Schulzeit und dem Beginn einer beruflichen Ausbildung oder einer weiterführenden Schule an. Am BBZ Schaffhausen werden drei Modelle angeboten: das schulische Vollzeitmodell, das arbeitsbegleitende Modell sowie die Vorlehre.

### Integrationskurse
Die Integrationskurse richten sich an fremdsprachige Jugendliche und junge Erwachsene von 17 bis 25 Jahren mit Basisdeutschkenntnissen (Niveau A2), welche die obligatorische Schule nicht in der Schweiz absolviert haben bzw. welche aus ihrem Herkunftsland Arbeitserfahrung und/oder eine Berufsausbildung mitbringen und das Potenzial für eine berufliche Tätigkeit und/oder Berufsausbildung in der Schweiz haben.

### Berufsfachschule
Das BBZ Schaffhausen bietet momentan 29 Berufe zur Ausbildung an. Fünf davon sind Lehren, die mit dem Eidgenössischen Berufsattest (EBA) nach zwei Jahren abgeschlossen werden. Die restlichen Ausbildungen werden nach drei oder vier Jahren mit dem Eidgenössischen Fähigkeitszeugnis (EFZ) abgeschlossen. Die 29 Ausbildungen sind wie folgt aufgeteilt:

#### Abteilung Industrie, Bau + Gewerbe

##### Industrie
- Automatiker/in EFZ
- Automobil-Assistent/in EBA
- Automobil-Fachmann/Fachfrau EFZ
- Automobil-Mechatroniker/in EFZ
- Informatiker/in EFZ
- Konstrukteur/in EFZ
- Laborant/in Chemie EFZ
- Logistiker/in EFZ
- Logistiker/in EBA
- Polymechaniker/in EFZ[13]

##### Bau
- Elektroinstallateur/in EFZ
- Fachmann/Fachfrau Betriebsunterhalt EFZ
- Maler/in EFZ
- Maurer/in EFZ
- Montage-Elektriker/in EFZ
- Sanitärinstallateur/in EFZ
- Schreiner/in EFZ
- Zeichner/in Fachrichtung Architektur EFZ
- Zimmermann/Zimmerin EFZ[14]

##### Gewerbe
- Coiffeur / Coiffeuse EFZ
- Koch / Köchin EFZ
- Küchenangestellte/r EBA
- Restaurantangestellte/r EBA
- Restaurantfachmann / Restaurantfachfrau EFZ[15]

#### Abteilung Gesundheit + Soziales
- Assistent/in Gesundheit und Soziales EBA
- Fachfrau/Fachmann Gesundheit EFZ
- Fachfrau/Fachmann Gesundheit EFZ Art. 32
- Fachfrau/Fachmann Betreuung EFZ
- Pharmaassistent/in EFZ[16]